# Miłomłyn
Miłomłyn é um município da Polônia, na voivodia da Vármia-Masúria e no condado de Ostróda. Estende-se por uma área de 12,38 km², com 2 449 habitantes, segundo os censos de 2017, com uma densidade de 197,8 hab/km².